# Seefuchsfell

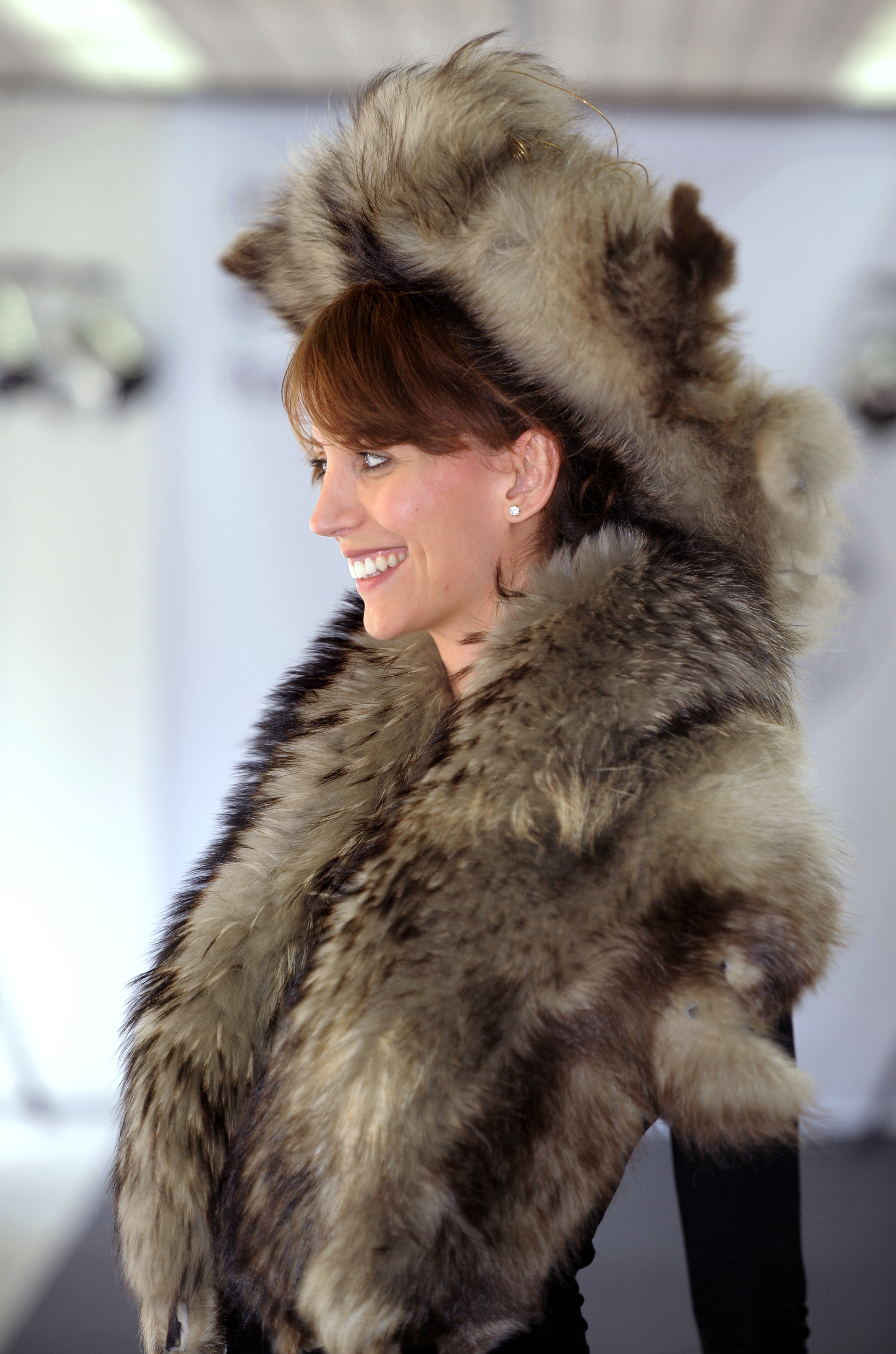
Seefuchs (gefärbt), Hut- und Kragen. Wettbewerbsbeitrag eines Auszubildenden (2009)

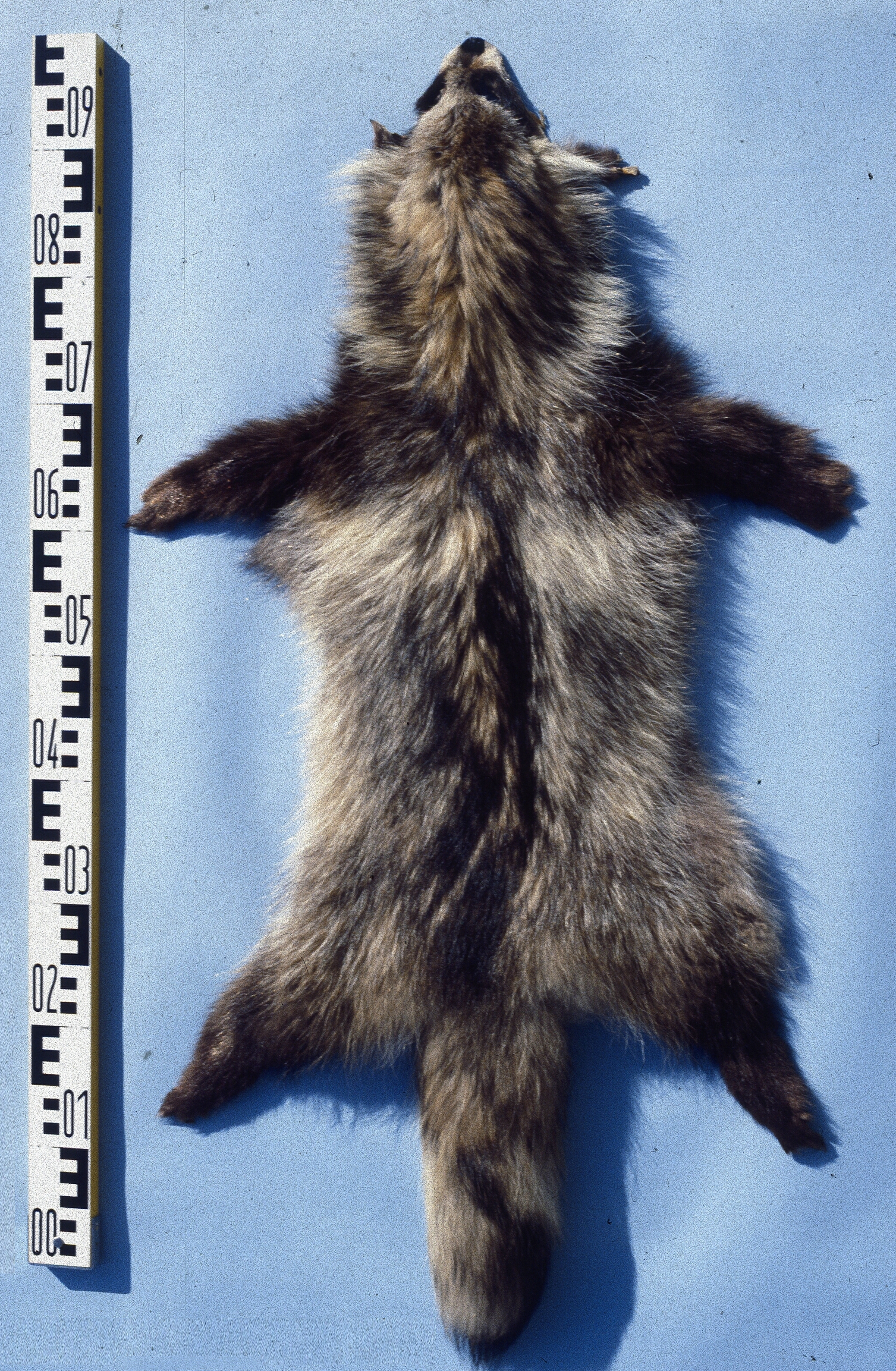
Seefuchsfell (ca. 1978)

Seefuchsfell ist ein gängiger Handelsname für das Fell des Marderhundes. Im Pelzhandel wird das Fell des Marderhundes schon immer unter vielen Namen gehandelt, nur meist nicht unter der Bezeichnung Marderhundfell. Die gebräuchlichen Bezeichnungen sind Seefuchs oder Tanuki. Nicht nur auf den Rauchwarenauktionen, sondern auch im Groß- und Einzelhandel wird Marderhundfell wegen seines in Teilen waschbärähnlichen Aussehens inzwischen oft mit den irreführenden Namen Finnraccoon (aus Finnland), Russisch Raccoon oder Chinesisch Raccoon angeboten (englisch raccoon = Waschbär). Diese Bezeichnungen beruhen mit darauf, dass der Marderhund auch Waschbärhund genannt wird. In der Züchtersprache heißt er allgemein Ussurij Jenot = Ussurischer Waschbär oder Jenotowidnaja Sobaka = waschbärähnlicher Hund.
Der ursprünglich nur im östlichen Sibirien, nordöstlichen China und Japan beheimatete Marderhund ist durch Ausbürgerung im Jahr 1934 in die Ukraine heute bis nach Finnland und auch nach Deutschland (1962 erster erlegter Marderhund in der Bundesrepublik) vorgedrungen. Durch die Ausbürgerungen hatte sich bis 1986 das Fellaufkommen um das vier- bis sechsfache erhöht. Die IUCN schätzt entsprechend den Marderhund als nicht gefährdet ein ( „Least Concern“).

## Fell

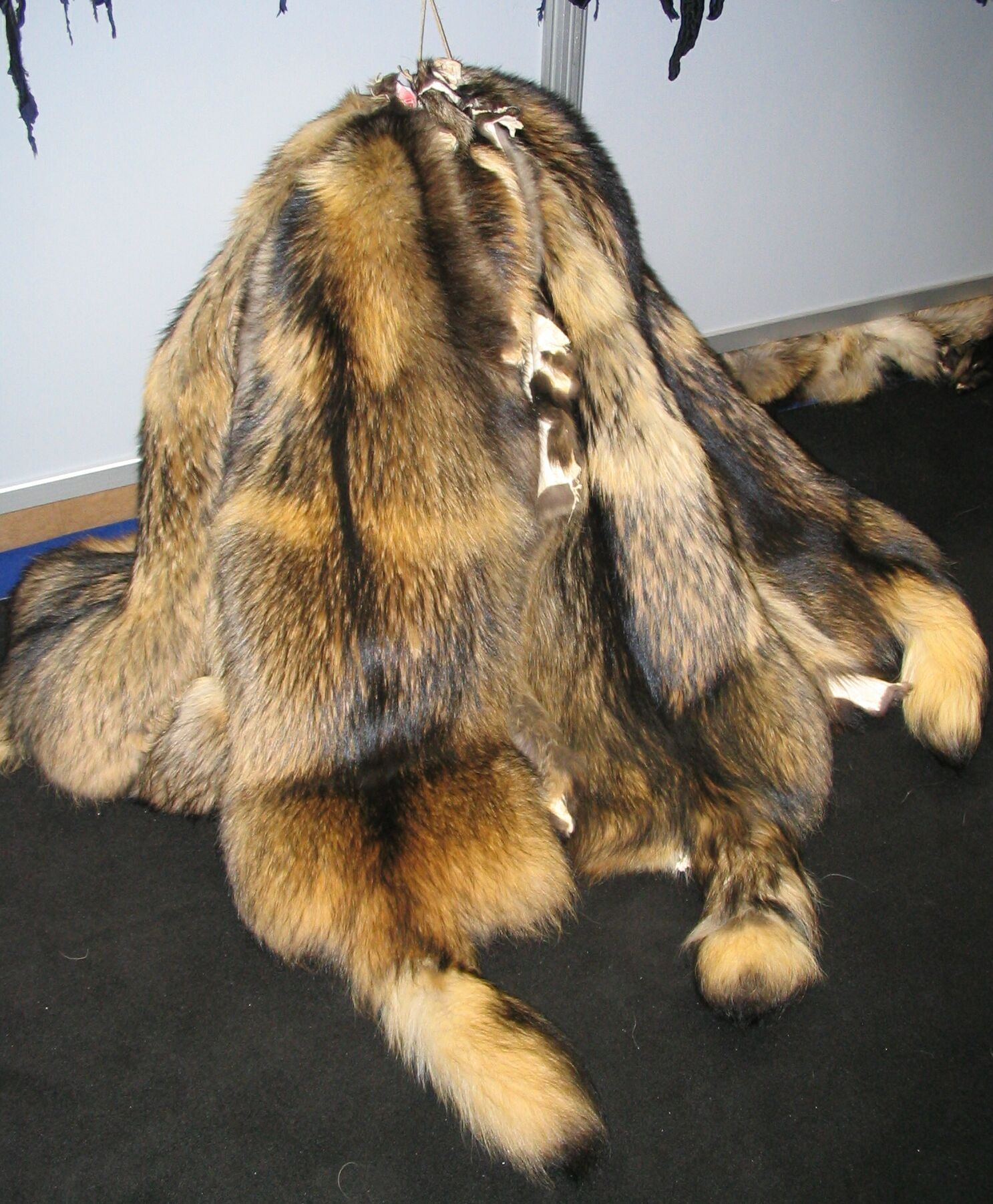
Als Finnraccoon gehandeltes Marderhundfell (Zucht)

Das etwa fuchsgroße, lang- und dichtbehaarte Fell hat als einfaches Kennzeichen gegenüber dem Waschbären einen Stummelschwanz; die eigenartige weißlichgraue Binde über den Augenpartien macht es ansonsten dem Waschbären ähnlich. Der Grundton des Felles ist ein schmutzig erdfarbenes Gelbbraun oder Gelbgrau, mit einem starken Anteil von Schwarztönen, oft mit einer mehr oder weniger breiten dunklen kreuzförmigen Rückenzeichnung. Immer ist die Wamme, also die Bauchseite, viel dunkler als der Rücken, so dass der Marderhund zu den wenigen Tieren mit einer so genannten „Verkehrtfärbung“ gehört. Die kurzhaarigen Fellteile – Kehle, Brust, Wamme und Klauen – sind immer dunkel- bis schwarzbraun. Der Schwanz ist dunkler als die Körperbehaarung. Die Rückseite der Ohren ist dunkel. Junge Tiere sind fast vollständig schwarz behaart. Im Sommer erscheint das Fell dunkler, weil die Grannenhaare nach dem Haarwechsel erst allmählich ausbleichen. Wie bei den meisten Pelztieren ist das Fell in den Monaten November bis Januar voll und dicht im Haar und hat dann die beste Qualität.
Das ziemlich grobe Grannenhaar erreicht im Nacken eine Länge von 6,5 bis 12 cm und ist damit noch länger als beim Fuchs. Dadurch wirkt der Marderhund in seinem Winterfell etwas unproportioniert zu seiner Größe. Charakteristisch sind die nicht gleichmäßig verteilten, sondern ähnlich dem Silberfuchs büschelartig aus der Unterwolle herausragenden Grannen. Das Unterhaar ist sehr dicht. Pro cm² wurden beim Augustfell 2072 neue Wollhaare gezählt, im Oktober 6264 und im Dezember 9624.
Verhältnismäßig oft fallen Farbabweichungen an: Albinos, gelbe und weißgraue Felle. Marderhunde unterliegen einem jahreszeitlichen Fellwechsel; das Winterfell und das Sommerfell gleichen in der Farbe einander, im Sommer ist es geringfügig heller, doch ist das Winterfell deutlich dichter und schwerer. Die Kopfrumpflänge der Tiere beträgt etwa 65 bis 80 cm, hinzu kommen 15 bis 25 cm Schwanz; die Läufe sind sehr kurz.
Der allgemeine Fellcharakter erinnert an die als „Heavies“ gehandelte, dichterbehaarte schwere Qualität des Waschbärfells. „Das Fell wäre bei seinem weichen Unterhaar, das an Dichte das jedes anderen Hundes übertrifft, ungemein wertvoll, wenn es nicht mit härteren, gelblichbraunen und dunkel geringelten Grannenhaaren durchsetzt wäre, die das Fell zottig und rauh machen.“ heißt es 1968 in einem Pelzfachjournal.
Der Haltbarkeitskoeffizient für das Seefuchsfell wird mit 50 bis 60 Prozent angegeben. Bei einer Einteilung der Pelztiere in die Haar-Feinheitsklassen seidig, fein, mittelfein, gröber und hart wird das Seefuchshaar als mittelfein eingestuft.

## Handel
Das Fell des Marderhundes ist seit Mitte des 19. Jahrhunderts im internationalen Handel. Trotzdem war das Tier auch dann noch außerhalb seiner Heimat lange Zeit recht unbekannt. Erst als 1929 begonnene Zuchtversuche in der staatlichen russischen Lehr- und Versuchsfarm für Pelztierzucht, der Zoofarm Puschkino, zeigten, dass es sich beim Marderhund um ein ganz besonders leicht zu haltendes Pelztier handelt, tauchte er vermehrt in den zoologischen Gärten auf. Obwohl er so sehr viel einfacher in der Haltung war als zum Beispiel die Nerze, spielte er in der Pelztierzucht wegen des niedrigen Fellpreises lange Zeit nur eine bescheidene Rolle, 1986 hieß es sogar: Die „Farmhaltung wurde wegen Unwirtschaftlichkeit eingestellt“. Erst die Wiederbelebung der Pelzbesatzmode zum Ende des 20. Jahrhunderts ließ die Zucht, diesmal sehr beträchtlich, wieder aufleben.
Entsprechend der früher im Pelzhandel üblichen Bezeichnung „Schuppen“ für den Waschbär, wurde der Marder- oder Waschbärhund als „Schuppenhund“ bezeichnet.

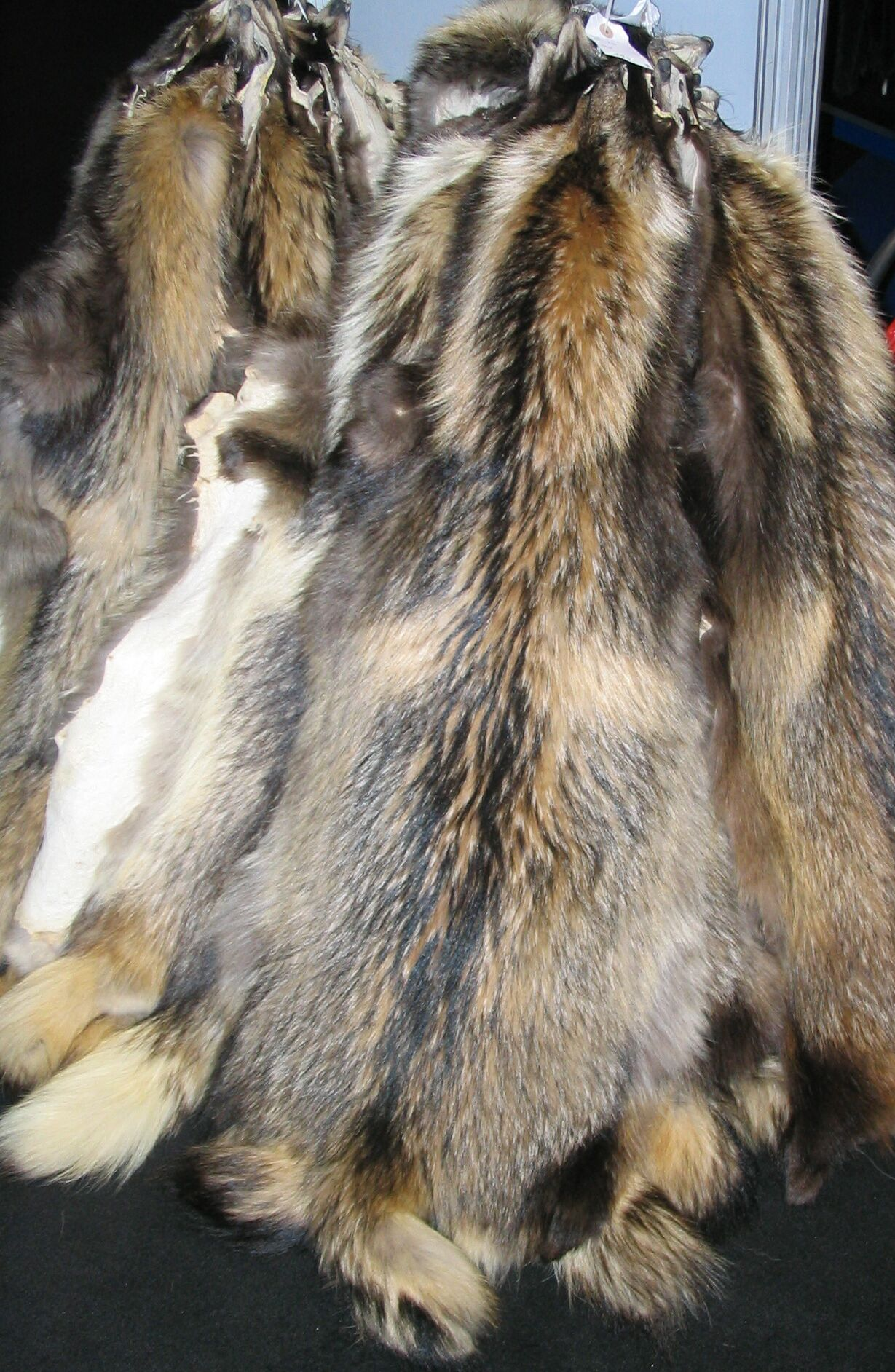
Chinesische Seefuchsfelle (Zucht)

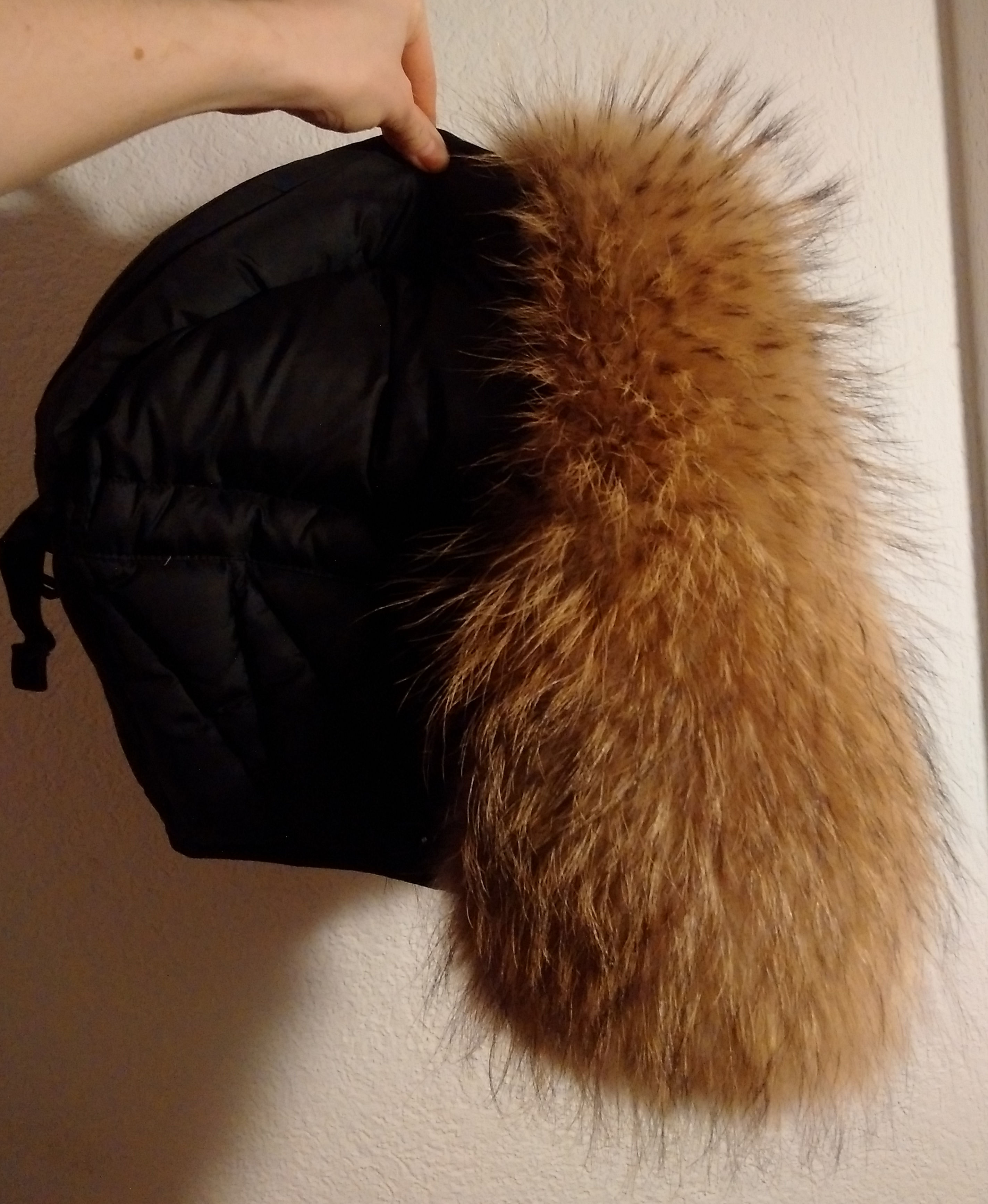
Kapuze, verbrämt mit deutschem Seefuchs (Wildfang, 2016)

Im Handel befanden oder befinden sich die (Wild-)Herkommen:
- Tanuki aus Japan mit weichem Rückenhaar (seidig), flacher Granne und kreuzförmig gezeichnetem Nacken und Rücken; große Felle (etwa 70 bis 80 cm), der Schwanz 15 bis 20 cm lang (!). Die besten, sehr feinen, fast seidigen Felle werden als „Hokkoku“ bezeichnet. Bis gegen Mitte des 19. Jahrhunderts waren Tanuki in Japan noch sehr häufig, durch rücksichtslose Bejagung gingen die Populationen zurück.[2] Die japanischen Seefuchsfelle gelten als die edelsten, nach Auskunft des deutschen Rauchwarenhandels sind jedoch seit mindestens 1990 keine Felle mehr bei uns im Handel.[12]

Das Rohsortiment wurde in folgende Herkommen aufgeteilt:
a) Hokkaidō-Nambu (Yesso), sehr fein, fast seidig
b) Ōshū (Nördliches Hondo) – Kaga – best districts (B. D.) (Shinshū, Nagano-po). Eine gute Mittelqualität (gleich den Shinshū), beste sind gegebenenfalls als Hokkuku im Handel.
c) Average districts (A. D.). Centrals
d) Banshū (südliches Hondo)
e) Kyushu (einschließlich Shikoku).
Die Originalpartien enthielten meist 80 Prozent prima und 20 Prozent sekunda Sorten, die in drei Qualitäten sortiert wurden.
- Amur; von hier kommen sehr gute Qualitäten, Bachrach nennt sie „the finest peltries of this type“, das bedeutet: ohne Berücksichtigung der japanischen Tanuki. Sie sind durchschnittlich größer und dunkler im Haar als andere Sorten. Die Unterwolle ist so dicht, dass die Granne darin aufrecht steht und einen schönen Kontrast zum Unterhaar bildet. Gehandelt wurden sie über Chabarowsk am Amur.[7]
- Mandschurei; sehr groß und langhaarig aber nicht sehr feinhaarig; beste „Ho-Lung-ho“. Die nördlichen Qualitäten kommen der Armurware am nächsten. Südliche Felle wurde 1936 ein Viertel geringer bewertet als die aus der Armurgegend. Der Handelsweg für die nördlichen Vorkommen führte über Harbin, für die südlichen über Mukden.[7]
- Korea; sehr große Felle; sehr langhaarig, jedoch grobsträhnig, eine geringer geschätzte Sorte des nördlichen Typs.
- Ost-Sibirien, sehr groß bis etwa 80 cm; gut rauch, teils seidig. Gelbbräunlich mit weißgrau und schwarzbraun.
- Russland (ussurische); Felle aus russischem Gebiet werden im Fellgroßhandel als Seefuchs bezeichnet. Sie haben fast keine Unterwolle, sind langgrannig, stachlig.

Der russische Standard nennt nur ein Herkommen, Ussurische, das in drei Qualitäten, 1. (vollhaarig), 2. (weniger vollhaarig) und 3. Sorte (dünnhaarig) angeboten wird.
- China; aus Zentralchina aus den Provinzen Hubei und Sichuan, der Handelsweg ging über Hankou, sowie aus der Provinz Anhui, gehandelt über Shanghai. Die Qualität und der Anfall von Fellen aus Südchina war sehr gering.[7]
- Finnland, 1955 erscheinen in Pelzfachzeitschriften die ersten Berichte über aus Russland eingewanderte, dort in manchen Landesteilen künstlich angesiedelte Marderhunde.[16]

Die Felle werden rund abgezogen angeliefert, mit dem Haar nach innen oder nach außen.
Derzeit werden hauptsächlich gehandelt (aus Zuchten):
- Finnraccoon aus Skandinavien (große Felle; dichte Unterwolle, großes Haarvolumen, grannig). Finnland ist der derzeit größte Produzent von Seefuchsfellen (2011).

Es werden drei Typen unterschieden:
Finnraccoon
Arctic Finnraccoon (langhaarig, dichte graue Unterwolle, beige-braunes Grannenhaar, rustikale Optik)
White, Whiteraccoon (naturweiß, ideal zum Färben auf alle Modefarben).
Die Sortierung erfolgt
nach Farben: 3x Dark – 2x Dark – x Dark – Dark, Medium, Pale – x Pale – 2x Pale – 3x Pale – 4x Pale, White.
zusätzlich nach der Reinheit der Farben: Clarity I, II, III und IV.
nach Größen:
| Größe | bis cm |  | Größe | bis cm |  | Größe | bis cm |  | Größe | bis cm |  | Größe | bis cm |  | Größe | bis cm |
| ----- | ------ |  | ----- | ------ |  | ----- | ------ |  | ----- | ------ |  | ----- | ------ |  | ----- | ------ |
| 1     | 88     |  | 0     | 97     |  | 20    | 106    |  | 30    | 115    |  | 40    | 124    |  | 50    | 133    |

- Chinese raccoon (klein bis mittelgroß, langgrannig, wenig Unterwolle (flattrig), gelbbraun).

### Namen des Marderhundes in der Rauchwarenbranche
Die Pelzfachliteratur nennt eine Vielzahl, größtenteils unzutreffende beziehungsweise irreführende Namen, die für den Marderhund im Zusammenhang mit dem Fell gebraucht wurden (alphabetisch):
Amur-Waschbär, Amur-Wolf, Asiatischer Kreuzfuchs, Asiatischer Waschbär, Badger, Chinesischer Kreuzfuchs, Chinese Cross Wolf, Chinesischer Japanwolf, Chinesischer Waschbär (Chinese Raccoon), Chinesischer Wolf, Enot (Enok), Finnraccoon, Japanese Cross Wolf, Japanfuchs, Japanischer Fuchs, Japanischer Marderhund, Japanischer Kreuzfuchs, Japanischer Waschbär (Japanese Raccoon), Japanischer Wolf, Mukden-Waschbär, Mu(r)mansky (2013), Obstfuchs, Russischer Waschbär (Russian Raccoon), Seefuchs, Tanuki (japanisch= Dachs), Ussurischer Waschbär, Viverrenhund, Waschbärfuchs.
Frühe Bestrebungen von deutschen Rauchwarenfachleuten zielten daraufhin, die Bezeichnung Tanuki nur für die Hokkaidō (Nyctereutes p. viverriensis), die fellmäßig beste Sorte des japanischen Waschbärhundes, zu verwenden. Alle anderen Sorten sollten zoologisch korrekt als Marderhundfell gehandelt werden. Da im internationalen Pelzfellhandel das Fell inzwischen jedoch als Finnraccoon, Russian Raccoon u. s. w. auf den Auktionen angeboten wird, hat sich dies nicht durchsetzen können.

## Verarbeitung, Verwendung

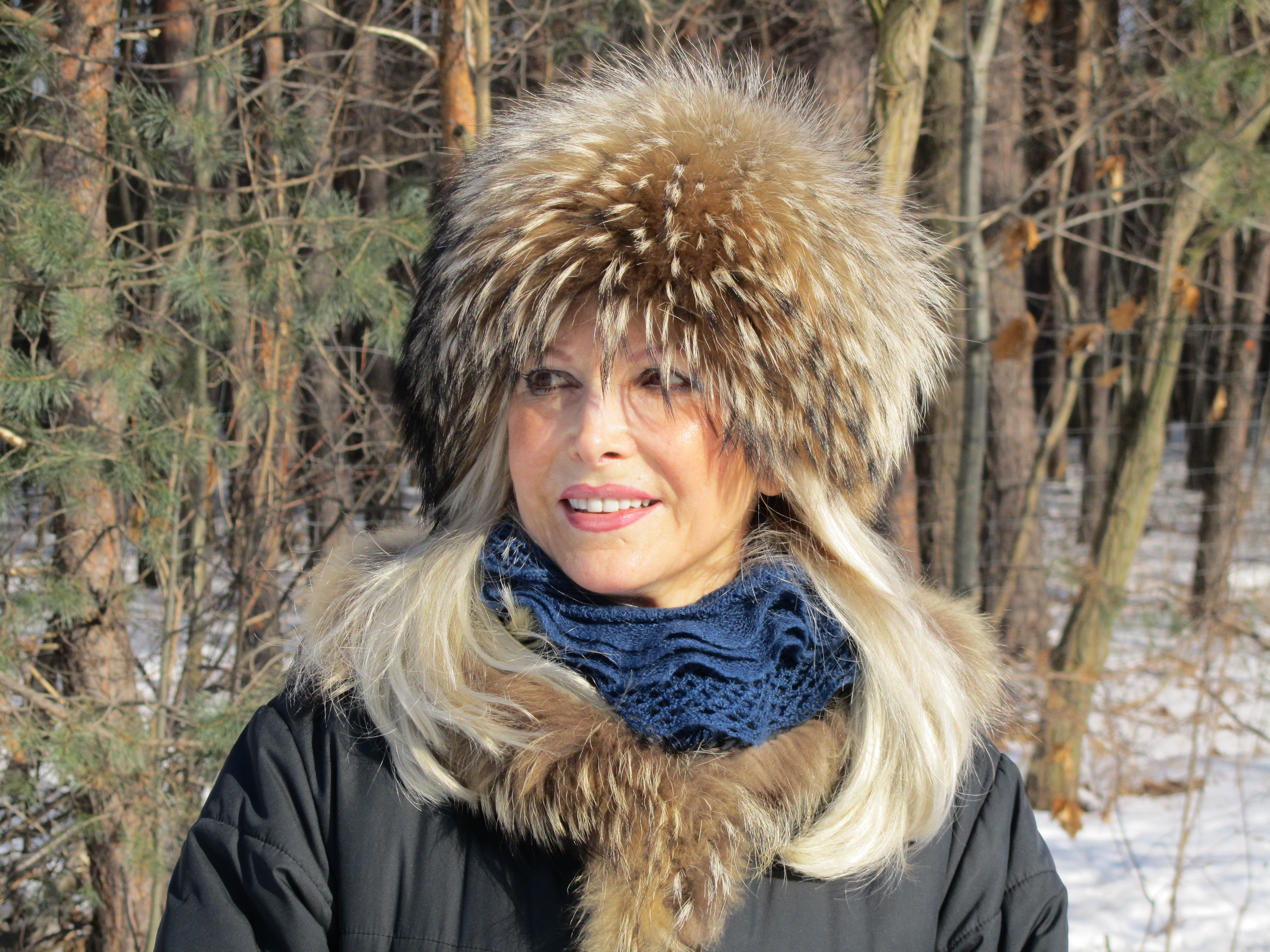
Seefuchskappe (2012)

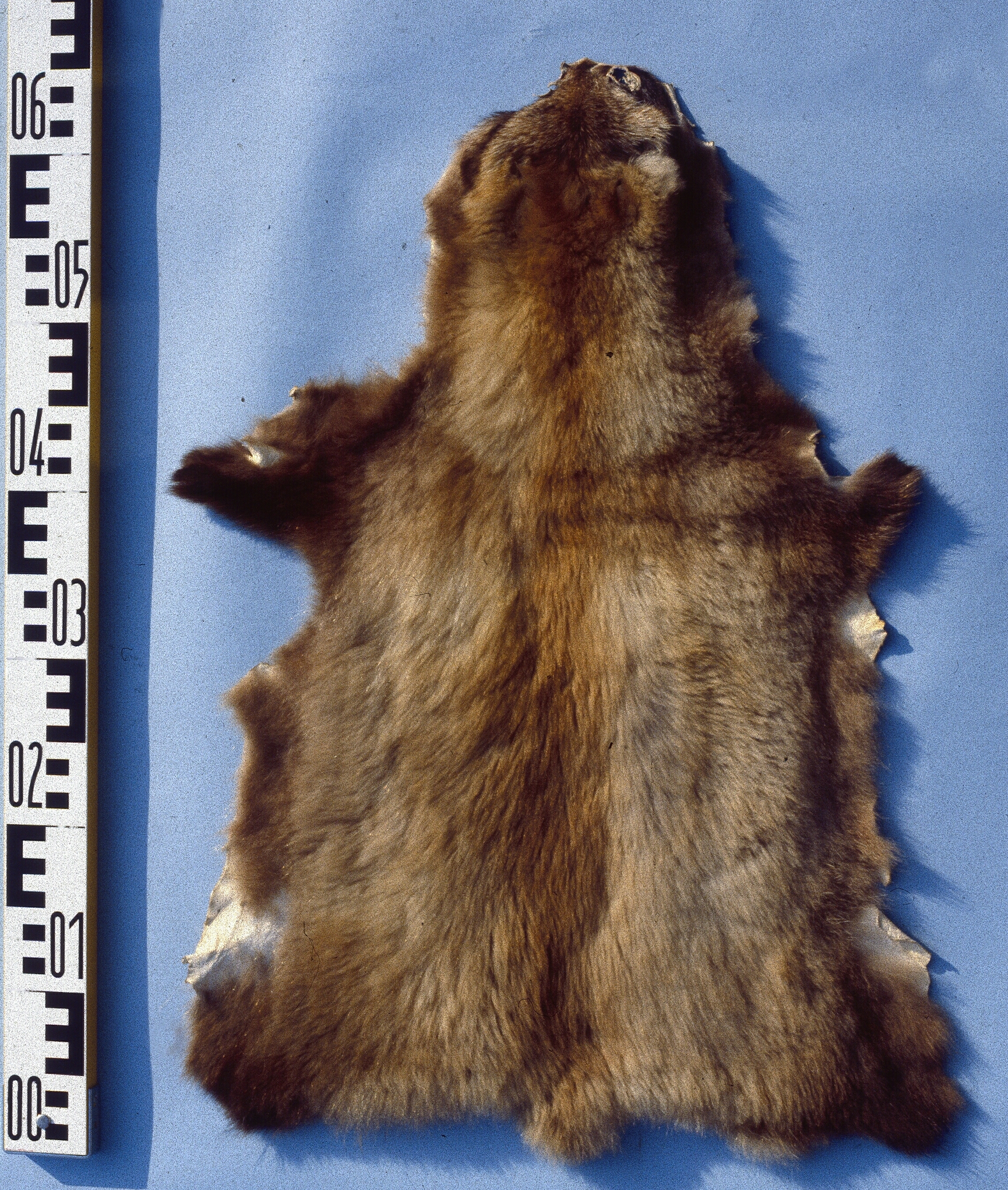
Gerupftes Fell (entgrannt)

In Japan wurde das Seefuchsfell früher zur Herstellung von Blasebälgen, für Wintermützen und zum Schmuck von Trommeln verwendet, das wohlschmeckende Fleisch wurde sehr geschätzt.
Die Verwendung erfolgt heute fast ausschließlich zu Mützen und anderen kleinen Pelzbekleidungsstücken, zu Besätzen, insbesondere auch zu Verbrämungen von Damenkapuzen und wegen seiner rustikal wirkenden, dem Coyotenfell ähnlichen Haarstruktur auch viel für Herrenkapuzen. Seltener wird das Seefuchsfell zu Jacken, ganz selten zu Mänteln verarbeitet. Meist wird es in seiner natürlichen Farbe belassen, gelegentlich wird es auch gebleicht. Zum Färben eignen sich besonders gut naturweiße Mutationsfelle, die vor allem für Verbrämungen von Stoffjacken und Mäntel verwendet werden. Um 1900 diente Seefuchsfell, blau oder schwarz eingefärbt als Ersatz für Waschbär und Skunks, hellgraugefärbt als Silberfuchsimitation oder aber entsprechend umgefärbt als Kreuzfuchsersatz. Noch 1930 wurde es als Besatzmaterial hauptsächlich gefärbt verwendet. Eine relativ neue Arbeitstechnik ist das ganzfellige Luftgalonieren. Hierfür werden die Felle engmaschig eingeschnitten und zu einem Gitter auseinandergezogen und bei einem erheblichen Flächenzuwachs so fixiert.
Die Felle werden heute kaum noch gerupft, also ohne das harte Grannenhaar, verarbeitet, früher verwendete man in Japan die ausgerupften Grannen zu Pinseln, aus den dabei anfallenden samtigen Fellen wurden Pelzinnenfutter hergestellt.
Für die Techniken der Fellverarbeitung siehe bei → Rotfuchsfell und → Silberfuchsfell.

Luftgalonieren beim Seefuchs
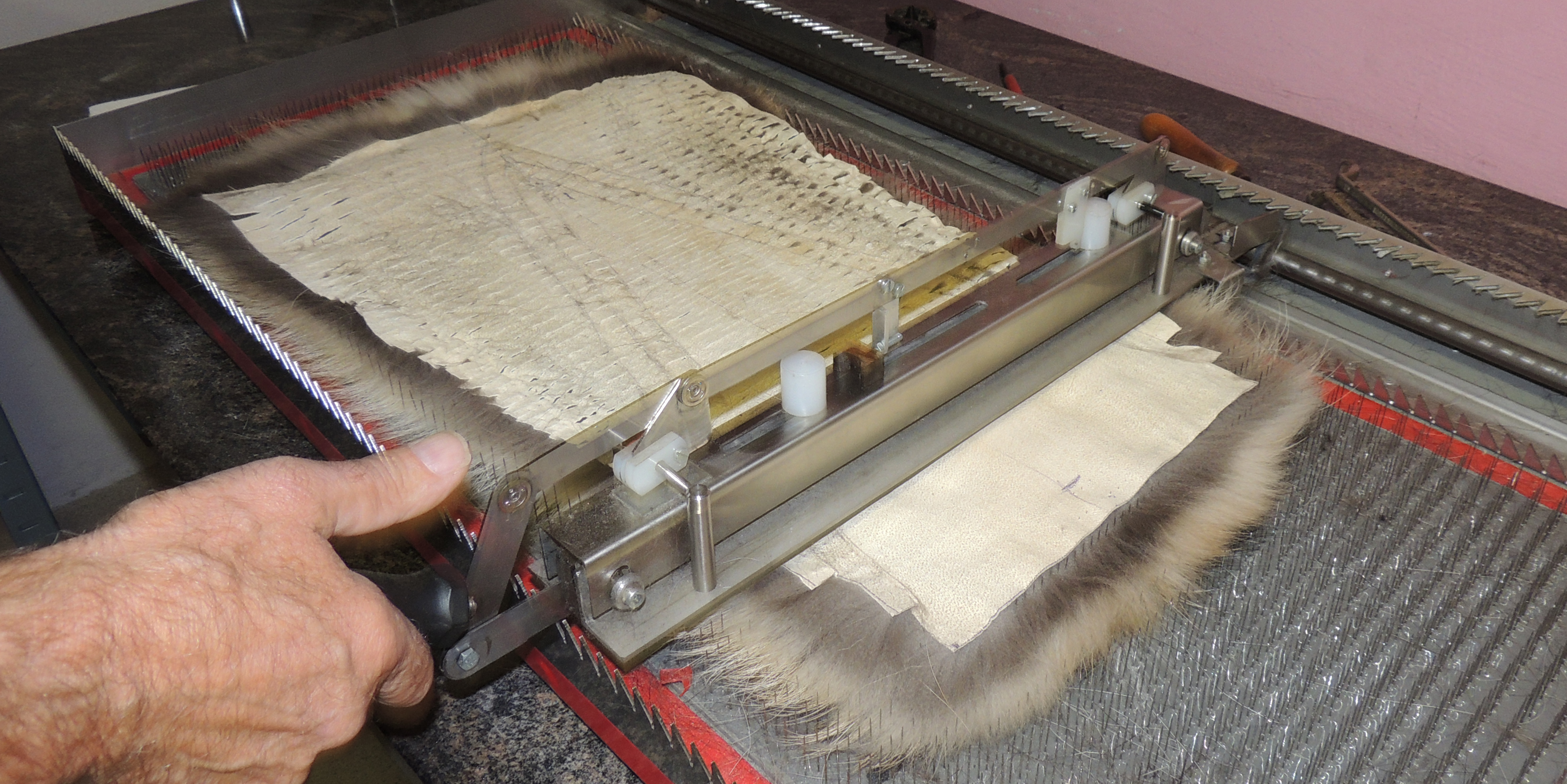
Einschneiden des Leders mit einem Luftgalonier-Schneidegerät
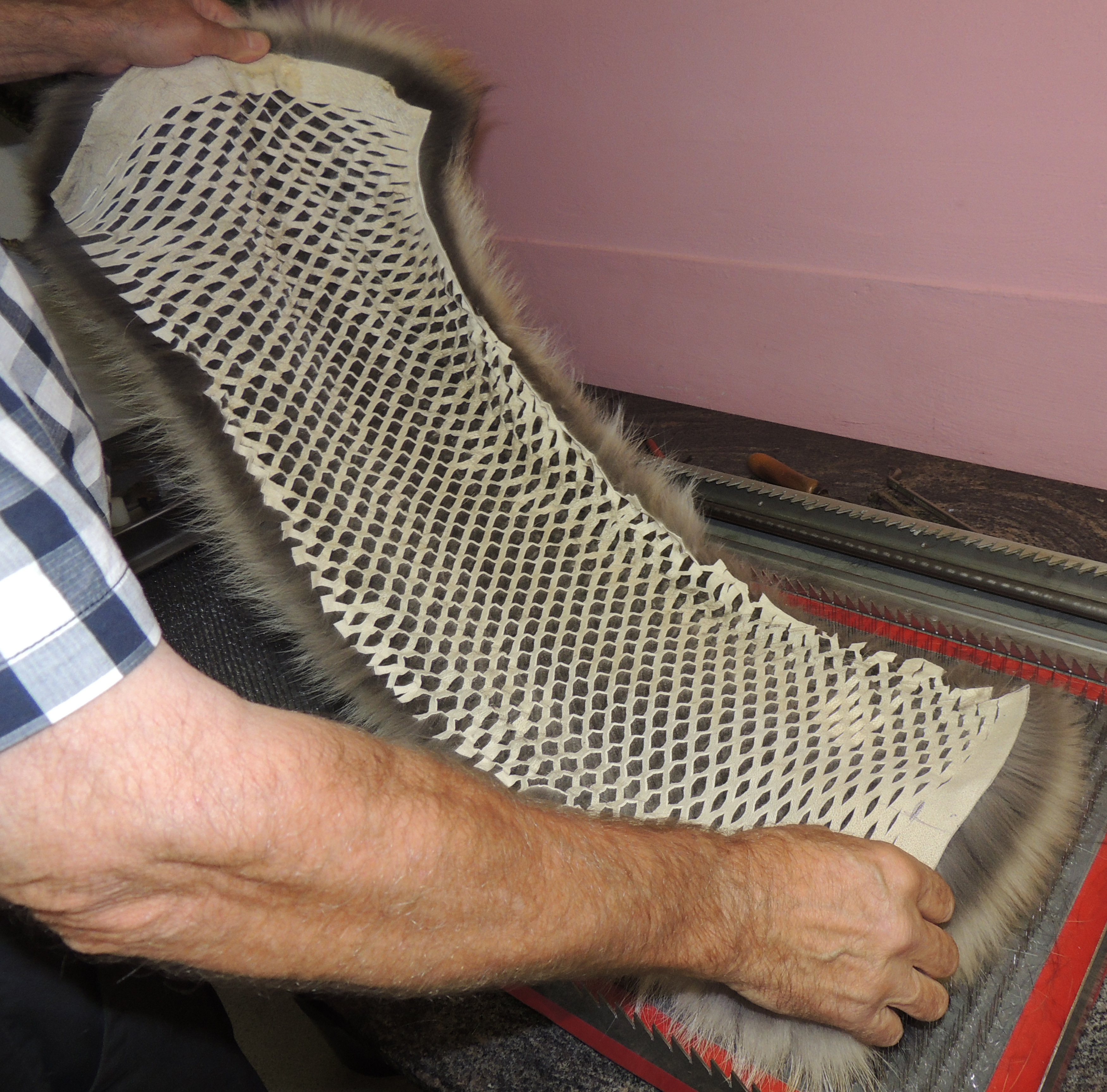
Geschnittenes Seefuchsfell
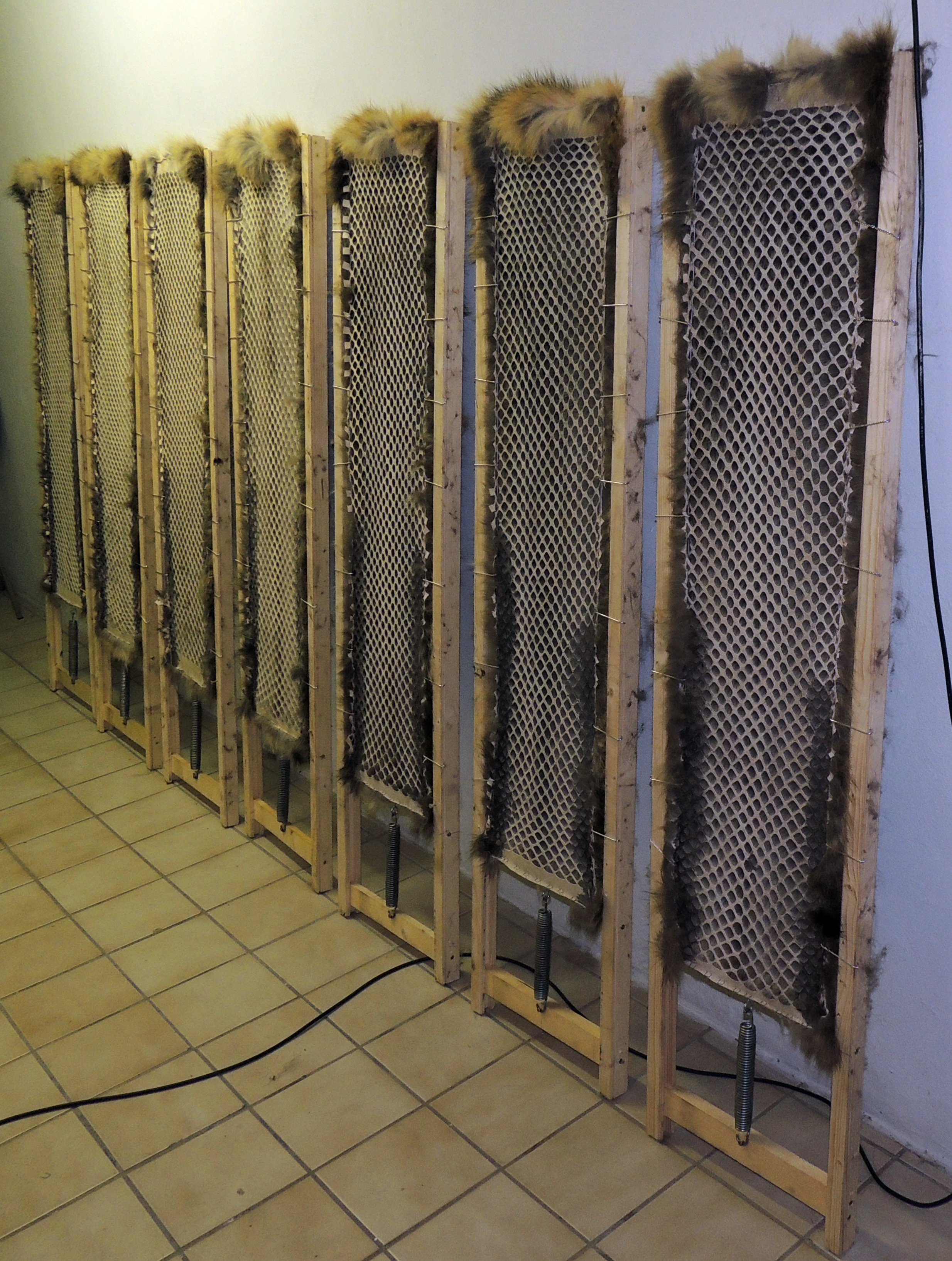
In Streckrahmen zum Trocknen gespannte Felle
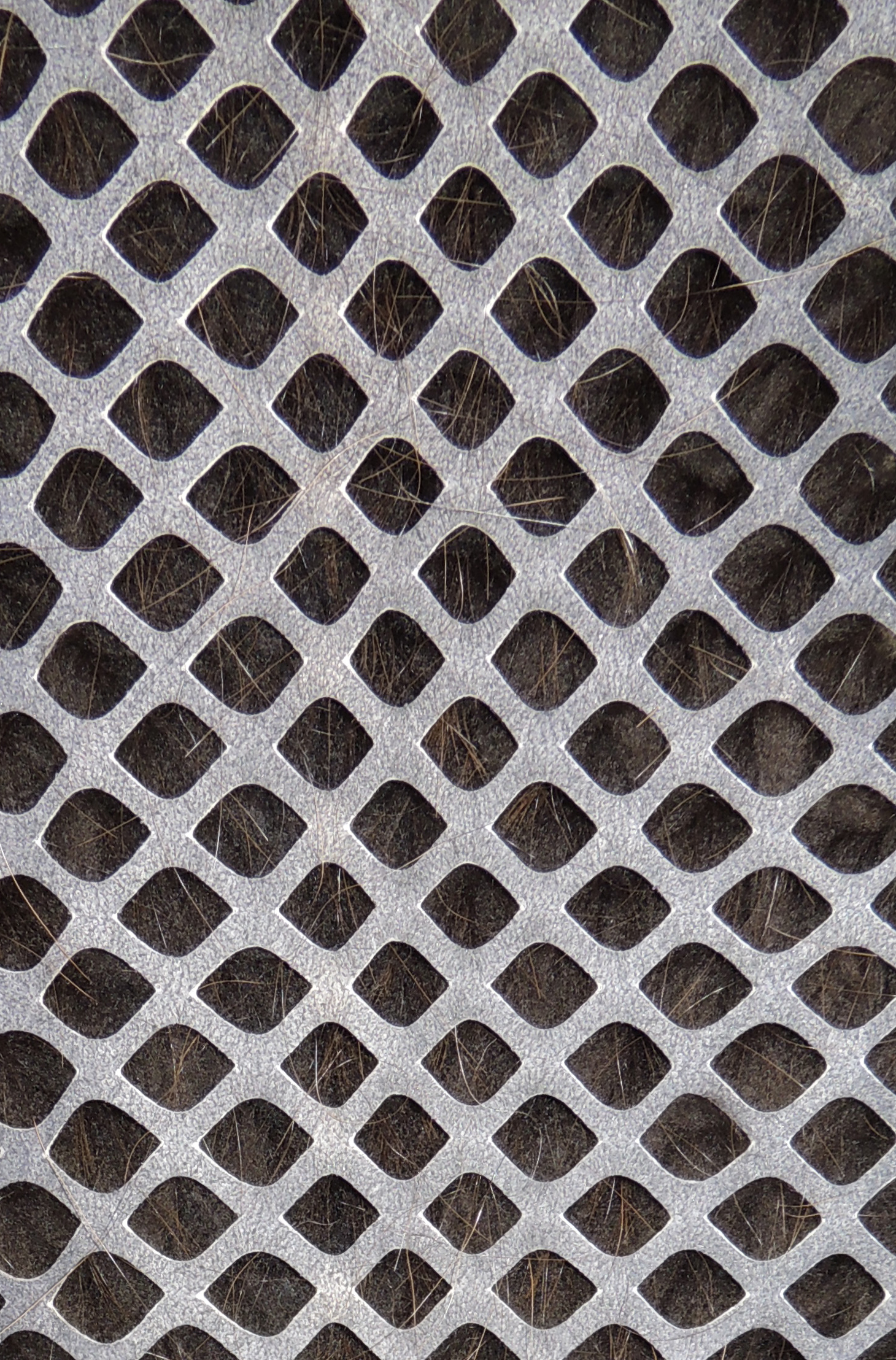
Ausschnitt des gespannten Fells von der Lederseite
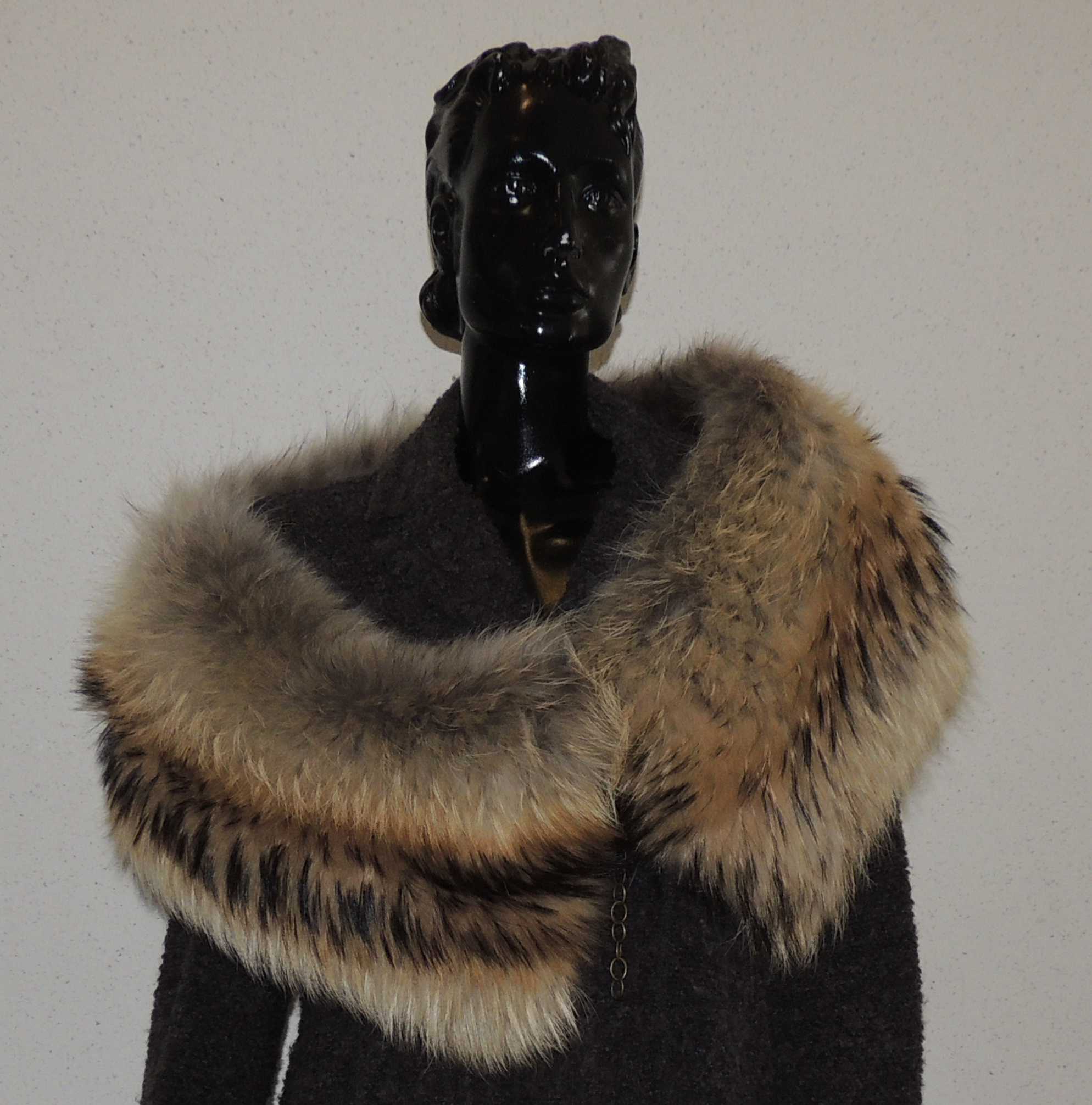
Luftgalonierter Seefuchsschal

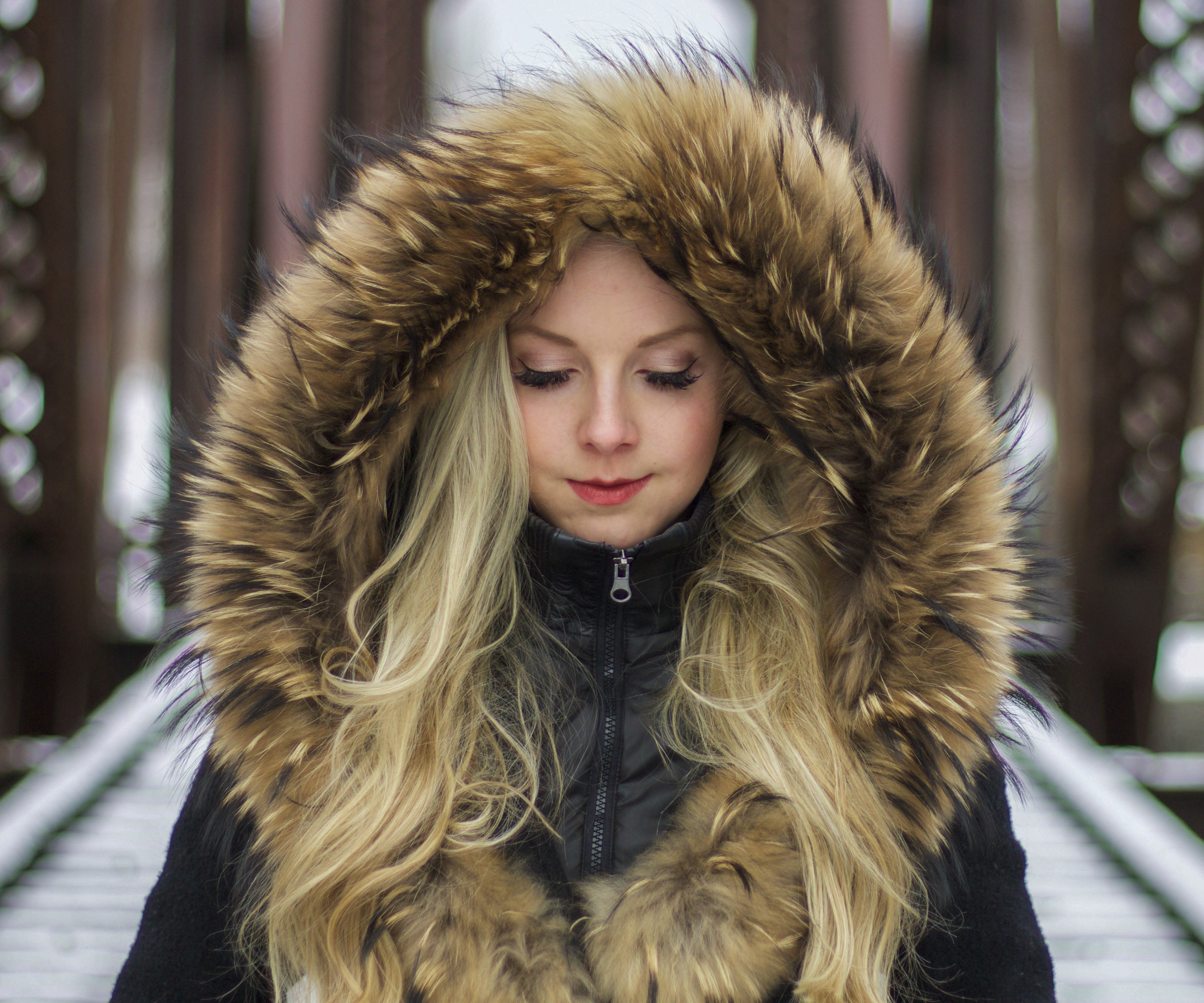
Seefuchs-Kapuzenverbrämung (2017)

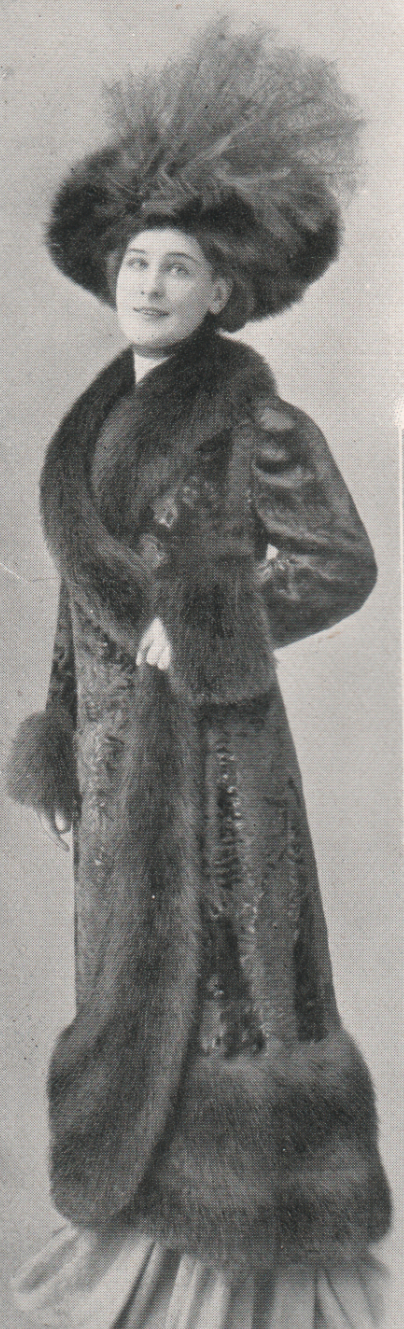
„Vornehmer, wenig geschweifter Paletot mit ganz breitem Pelzbesatz“ der Firma Herpich, Berlin. Die aus Electric Seal (Kaninfell) mit skunksfarbig gefärbtem Seefuchs gearbeitete Ausführung dieses Breitschwanzmantels kostete 330 Mark, das hier abgebildete Original 4500 Mark (1910)

## Zahlen, Fakten
- 1864 bis 1950

| Weltanfall von Seefuchsfellen | Weltanfall von Seefuchsfellen | Weltanfall von Seefuchsfellen                      |
| Jahr                          | Felle                         | Quelle                                             |
| ----------------------------- | ----------------------------- | -------------------------------------------------- |
| 1864                          | -                             | Lomer                                              |
| 1900                          | 200.000                       | Larisch/Schmidt                                    |
| 1923/24                       | 400.000                       | Emil Brass                                         |
| 1930                          | 155.000                       | IPA – Internationale Pelzfach-Ausstellung, Leipzig |
| 1950                          | 500.000                       | Alexander Tuma; Fritz Schmidt                      |

- 1890 betrug der Preis für ein Seefuchsfell (Japanfuchs) (Rotfuchsfellpreise zum Vergleich): 3,50 M. (amerikanischer, dunkler Rotfuchs 12,-); 1900: 6,00 M. (Rotfuchs 37,-), 1910: 17 Mark (Rotfuchs 68,-).[22]
- Für die Jahre 1907–1909 wurde der durchschnittliche Anfall an Seefuchsfellen, ausschließlich Wildware, mit 80.000 für Japan, 150.000 für China und 30.000 für Korea angegeben. Von den in Shanghai jährlich auf den Markt gelangten 150.000 Fellen wurde etwa ein Drittel im Land selbst verbraucht, ein Drittel ging nach Japan und eines nach Europa.[22]
- Vor 1931 kamen aus Japan jährlich 35.000 bis 40.000 Felle, der Gesamtanfall betrug etwa 60.000 Stück.[26]
- 1935 wurden in England erstmals 5 „japanische Füchse“ als Grundlage einer Pelztierzucht geboren, deren Eltern im Jahr zuvor aus Russland importiert worden waren, im folgenden Jahr waren es 9 Jungtiere.[27]
- Vor 1944 betrug der Höchstpreis für naturfarbene und gefärbte Seefuchsfelle 55 RM.[28]
- 1953–1961 belief sich der Anfall an Wildware im europäischen Teil der damaligen Sowjetunion auf zwischen 30.000 und 70.000 Felle.[15]
- 1988 fielen aus Zuchtfarmen, überwiegend in Finnland, 70.000 Felle an, in der Saison 2009/10 in Skandinavien etwa 80.000.[15][29]

## Anmerkung
1. ↑  Die angegebenen vergleichenden Werte (Koeffizienten) sind das Ergebnis vergleichender Prüfung durch Kürschner und Rauchwarenhändler in Bezug auf den Grad der offenbaren Abnutzung. Die Zahlen sind nicht eindeutig, zu den subjektiven Beobachtungen der Haltbarkeit in der Praxis kommen in jedem Einzelfall Beeinflussungen durch Pelzzurichtung und Pelzveredlung sowie zahlreiche weitere Faktoren hinzu. Eine genauere Angabe könnte nur auf wissenschaftlicher Grundlage ermittelt werden. Die Einteilung erfolgte in Stufen von jeweils 10 Prozent. Die nach praktischer Erfahrung haltbarsten Fellarten wurden auf 100 Prozent gesetzt.